# 木村泰子
木村 泰子（きむら やすこ、1976年1月6日 - ）は、日本の陸上競技選手。専門は長距離走。石川県江沼郡山中町（現・加賀市）出身。山中町立山中中学校、藤花学園尾山台高等学校 (現・金沢龍谷高等学校)、京都産業大学卒業。

## 経歴
元5000m日本記録保持者、現5000m日本人学生記録（『日本学生』としては歴代2位）保持者、元10000m日本学生記録保持者である。
山中中学、尾山台高校の頃より全国大会に石川県代表として出場していた。1993年の高校3年時、第5回全国高校女子駅伝石川県予選で金沢高校に敗れはしたものの、尾山台は北信越地区代表として全国大会に出場することとなった。エース区間1区6kmを区間16位で走り20:21をマークし、チームは総合45位だった。大学入学後大きく飛躍した。京都産業大学入学後の1994年から、全日本大学女子駅伝での京産大4連覇の原動力にもなった。一学年下に佐藤由美などがいた。
同1994年12月21日、京産大1年生18歳の時、豊中市での大阪陸上競技協会強化記録会女子5000mで15分19秒4の日本新記録で優勝する。翌1995年、第79回日本選手権5000mで、八嶋あつみ（仙台育英→日本生命）に15:14.77で日本記録を更新されたが、木村自身も日本記録を更新し15:17.53で2位であった。3位は高橋千恵美（聖和学園→日本ケミコン）で15:25.50。3人とも同学年であり、またこの木村の記録は、現日本学生歴代2位、現日本人学生歴代1位であり（京産大の一学年下である佐藤由美はそれぞれ4位・3位になる）、現U20日本歴代4位になる（5000メートル競走#日本学生歴代10傑、5000メートル競走#日本人学生歴代10傑、5000メートル競走#U20日本歴代10傑参照）。
さらに同日本選手権大会10000mでは鈴木博美（リクルート）、片岡純子（富士銀行）らに次ぎ3位31:47.76をマークした。この記録は現日本学生歴代5位、現日本人学生歴代5位、現U20日本歴代4位になる（10000メートル競走#日本学生歴代10傑、10000メートル競走#U20日本歴代10傑参照）。
同1995年、1995年世界陸上競技選手権大会女子10000m代表で予選落ち。1995年夏季ユニバーシアードでは10000mで銅メダル、5000mで6位入賞。
京産大卒業後、積水化学工業入社。その後引退し退社後はトレーナーとして活動。

## 自己ベスト
- 5000m - 15分17秒53 1995年6月10日
- 10000m - 31分47秒76 1995年6月11日